# Iris og Hebe
 For alternative betydninger, se Iris.
Iris og Hebe, dansk litterært tidsskrift. Udkom månedligt fra 1796-1810. Påbegyndt som Iris, 1791-1795, redigeret af Johann Clemens Tode og Simon Poulsen m.fl. Indholdet er af meget blandet art, og af samme grund meget interessant til belysning af samtidens litteratur, samfundsdebat, topografi og økonomi.